# Lars-Levi Læstadius

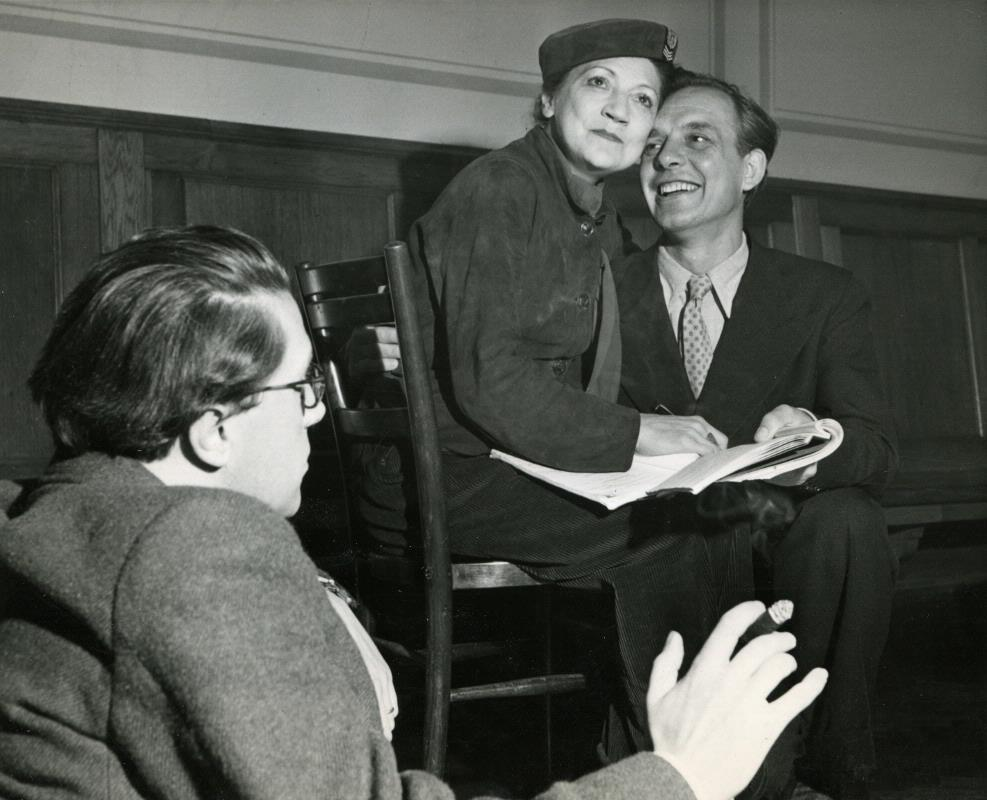
Læstadius (t.v.) med Elsa Widborg och Björn Berglund på Helsingborgs stadsteater 1946/47.

Lars-Levi Læstadius, född 26 december 1909 i Umeå, död 16 augusti 1982, var en svensk dramatiker och teaterchef.

## Biografi
Læstadius tog studentexamen 1928 och en fil. kand. 1935.
Han var regissör vid Göteborgs stadsteater 1942–1946 och chef för Helsingborgs stadsteater 1946–1950 och 1968–1973, för Malmö stadsteater 1950–1960 och för Stockholms stadsteater 1960–1965.

### Familj
Læstadius var son till seminarieadjunkten Carl Ferdinand Læstadius och Gerda Cederberg samt sonsons son till kyrkomannen Lars Levi Læstadius. Han är begravd på Pålsjö kyrkogård i Helsingborg.

## Teater

### Regi
| År   | Produktion                                                                                     | Upphovsmän                                                             | Teater                                                                         |
| ---- | ---------------------------------------------------------------------------------------------- | ---------------------------------------------------------------------- | ------------------------------------------------------------------------------ |
| 1946 | Av hjärtans lust                                                                               | Karl Ragnar Gierow                                                     | Helsingborgs stadsteater                                                       |
| 1946 | Glasmenageriet The Glass Menagerie                                                             | Tennessee Williams Översättning Herbert Wärnlöf                        | Helsingborgs stadsteater                                                       |
| 1946 | Eklöv och lavendel Oak Leaves and Lavender                                                     | Seán O'Casey Översättning Ebbe Linde                                   | Helsingborgs stadsteater                                                       |
| 1946 | Den ljusnande tid                                                                              | Alf Henrikson                                                          | Helsingborgs stadsteater                                                       |
| 1947 | Lika för lika Measure for Measure                                                              | William Shakespeare Översättning Carl August Hagberg                   | Helsingborgs stadsteater                                                       |
| 1947 | Peppar och salt Essig und Öl                                                                   | Siegfried Geyer och Paul Frank Översättning Rune Moberg                | Helsingborgs stadsteater                                                       |
| 1947 | Kranes konditori                                                                               | Cora Sandel Dramatisering Helge Krog, Översättning Herbert Grevenius   | Helsingborgs stadsteater                                                       |
| 1947 | Radiobragden Radio Rescue                                                                      | Charlotte Chorpenning                                                  | Helsingborgs stadsteater                                                       |
| 1947 | Melodi på lergök                                                                               | Lars-Levi Læstadius                                                    | Helsingborgs stadsteater                                                       |
| 1947 | Romeo och Jeanette Roméo et Jeannette                                                          | Jean Anouilh Översättning C.G. Bjurström och Tuve-Ambjörn Nyström      | Helsingborgs stadsteater                                                       |
| 1947 | Höst                                                                                           | Bengt Blomgren                                                         | Helsingborgs stadsteater                                                       |
| 1947 | Fängslande men flyktigt, revy                                                                  |                                                                        | Helsingborgs stadsteater Regi tillsammans med Gunnar Ekström och Sture Ericson |
| 1948 | Efteråt Efter                                                                                  | Carl Erik Soya Översättning Erland Josephson                           | Helsingborgs stadsteater                                                       |
| 1948 | Jeppe på berget Jeppe paa Bierget                                                              | Ludvig Holberg Översättning Ebbe Linde                                 | Helsingborgs stadsteater                                                       |
| 1948 | Höst                                                                                           | Bengt Blomgren                                                         | Blancheteatern                                                                 |
| 1948 | Revisorn Ревизор, Revizor                                                                      | Nikolaj Gogol                                                          | Helsingborgs stadsteater                                                       |
| 1948 | All världens rikedom Tous les biens de ce monde                                                | Jean-Paul Sartre Översättning Eyvind Johnson                           | Helsingborgs stadsteater                                                       |
| 1948 | Kamma noll                                                                                     | Ingmar Bergman                                                         | Helsingborgs stadsteater                                                       |
| 1948 | Titt in på Tittut, revy                                                                        | Rune Moberg och Tylle Herlin                                           | Helsingborgs stadsteater                                                       |
| 1949 | Tartuffe Le Tartuffe ou l'Imposteur                                                            | Molière Översättning Ebbe Linde                                        | Helsingborgs stadsteater                                                       |
| 1949 | Längtans spårvagn A Streetcar Named Desire                                                     | Tennessee Williams Översättning Sven Barthel                           | Helsingborgs stadsteater                                                       |
| 1949 | Fröjd för stunden Present Laughter                                                             | Noël Coward                                                            | Helsingborgs stadsteater                                                       |
| 1949 | Vildanden                                                                                      | Henrik Ibsen Översättning Frans Hedberg                                | Helsingborgs stadsteater                                                       |
| 1950 | En handelsresandes död Death of a Salesman                                                     | Arthur Miller Översättning Sven Barthel                                | Helsingborgs stadsteater                                                       |
| 1950 | Skomakarens frimåndag The Shoemaker's Holiday                                                  | Thomas Dekker Översättning Ebbe Linde                                  | Helsingborgs stadsteater                                                       |
| 1951 | Rosen                                                                                          |                                                                        | Malmö stadsteater                                                              |
| 1952 | Othello                                                                                        | William Shakespeare                                                    | Malmö stadsteater                                                              |
| 1952 | Greve Öderland Graf Öderland                                                                   | Max Frisch                                                             | Malmö stadsteater                                                              |
| 1952 | Ett dockhem Et dukkehjem                                                                       | Henrik Ibsen                                                           | Malmö stadsteater                                                              |
| 1953 | Som ni behagar As You Like It                                                                  | William Shakespeare                                                    | Malmö stadsteater                                                              |
| 1953 | Måsen Чайка, Tjajka                                                                            | Anton Tjechov                                                          | Malmö stadsteater                                                              |
| 1954 | Vildanden                                                                                      | Henrik Ibsen                                                           | Malmö stadsteater                                                              |
| 1954 | Den inbillade sjuke Le Malade imaginaire                                                       | Molière                                                                | Folkparksturné                                                                 |
| 1955 | Fjäderboll                                                                                     | Lars-Levi Læstadius                                                    | Malmö stadsteater                                                              |
| 1955 | Donadieu                                                                                       | Fritz Hochländer Översättning Lars-Levi Læstadius                      | Malmö stadsteater                                                              |
| 1955 | Revisorn Ревизор, Revizor                                                                      | Nikolaj Gogol                                                          | Malmö stadsteater                                                              |
| 1956 | Kameliadamen La Dame aux camélias                                                              | Alexandre Dumas d.y. Översättning Herbert Grevenius                    | Malmö stadsteater                                                              |
| 1956 | Trojanska kriget blir inte av La Guèrre de Troie n'aura pas lieu                               | Jean Giraudoux Översättning Erik Lindegren                             | Malmö stadsteater                                                              |
| 1957 | Missförståndet Le malentendu                                                                   | Albert Camus                                                           | Malmö stadsteater                                                              |
| 1957 | Eurydike Eurydice                                                                              | Jean Anouilh Översättning Gustav Bjurström och Tuve-Ambjörn Nyström    | Malmö stadsteater                                                              |
| 1957 | Anne Franks dagbok The Diary of Anne Frank                                                     | Frances Goodrich och Albert Hackett                                    | Malmö stadsteater                                                              |
| 1958 | Herr Mississippis äktenskap Die Ehe des Herrn Mississippi                                      | Friedrich Dürrenmatt                                                   | Malmö stadsteater                                                              |
| 1958 | Lyckodagen                                                                                     | Cesare Meano                                                           | Malmö stadsteater                                                              |
| 1959 | Amphitryon                                                                                     | Molière                                                                | Malmö stadsteater                                                              |
| 1960 | Som man ropar i skogen… Лес                                                                    | Aleksandr Ostrovskij Översättning Ebbe Linde                           | Malmö stadsteater                                                              |
| 1960 | Tuppen Cock-a-doodle dandy                                                                     | Seán O'Casey                                                           | Stockholms stadsteater                                                         |
| 1962 | Tartuffe                                                                                       | Molière                                                                | Stockholms stadsteater                                                         |
| 1963 | Bara en barberare Histoire de Vasco                                                            | Georges Schehadé                                                       | Stockholms stadsteater                                                         |
| 1965 | Gigi                                                                                           | Colette och Vicki Baum                                                 | Stockholms stadsteater                                                         |
| 1965 | Episod i Vichy Incident at Vichy                                                               | Arthur Miller Översättning Sven Barthel                                | Stockholms stadsteater                                                         |
| 1965 | Bernardas hus La Casa de Bernarda Alba                                                         | Federico García Lorca Översättning Karin Alin                          | Norrköping-Linköping stadsteater                                               |
| 1966 | Sedan vi gått                                                                                  | Lars-Levi Laestadius                                                   | Stockholms stadsteater                                                         |
| 1967 | Lille Malcolm och hans kamp mot eunuckerna Little Malcolm and His Struggle Against the Eunuchs | David Halliwell Översättning Lars-Levi Læstadius                       | Marsyasteatern                                                                 |
| 1967 | Balansgång A Delicate Balance                                                                  | Edward Albee Översättning Sven Barthel                                 | Norrköping-Linköping stadsteater                                               |
| 1968 | De fyra årstiderna Four Seasons                                                                | Arnold Wesker                                                          | Marsyasteatern                                                                 |
| 1968 | Resan till de gröna skuggorna Rejsen til de grønne skygger                                     | Finn Methling Översättning Björn Fabricius                             | Helsingborgs stadsteater                                                       |
| 1968 | Presidentkandidaterna                                                                          | V. V. Järner                                                           | Helsingborgs stadsteater                                                       |
| 1969 | Friaren från landet eller Monsieur de Pourceaugnac Monsieur de Pourceaugnac                    | Molière Översättning Allan Bergstrand                                  | Helsingborgs stadsteater                                                       |
| 1969 | Sandlådan                                                                                      | Kent Andersson och Bengt Bratt                                         | Helsingborgs stadsteater                                                       |
| 1969 | Krigsmans lycka Minna von Barnheim                                                             | Gotthold Ephraim Lessing                                               | Helsingborgs stadsteater                                                       |
| 1969 | Karol                                                                                          | Sławomir Mrożek Översättning Per Erik Wahlund                          | Helsingborgs stadsteater                                                       |
| 1970 | Resa med en annan                                                                              | Lars-Levi Laestadius                                                   | Helsingborgs stadsteater                                                       |
| 1970 | I väntan på Godot En attendant Godot                                                           | Samuel Beckett Översättning Lill-Inger och Göran O. Eriksson           | Helsingborgs stadsteater                                                       |
| 1970 | Escorial Escurial                                                                              | Michel de Ghelderode                                                   | Helsingborgs stadsteater                                                       |
| 1970 | Herr Puntila och hans dräng Matti Herr Puntila und sein Knecht Matti                           | Bertolt Brecht Översättning Alf Henrikson                              | Helsingborgs stadsteater                                                       |
| 1970 | Kääärlek Luv                                                                                   | Murray Schisgal Översättning Petter Bergman                            | Helsingborgs stadsteater                                                       |
| 1971 | Nalle Puh och hans vänner Winnie-the-Pooh                                                      | A.A. Milne Översättning Brita af Geijerstam, Dramatisering Eric Olsoni | Helsingborgs stadsteater                                                       |
| 1971 | Bernardas hus La casa de Bernarda Alba                                                         | Federico García Lorca Översättning Karin Alin                          | Helsingborgs stadsteater                                                       |
| 1971 | Ett frieri Предложение, Predloženie                                                            | Anton Tjechov                                                          | Helsingborgs stadsteater                                                       |
| 1971 | Trettondagsafton Twelfth Night                                                                 | William Shakespeare                                                    | Helsingborgs stadsteater                                                       |
| 1972 | Vildanden                                                                                      | Henrik Ibsen Översättning Lars-Levi Læstadius                          | Helsingborgs stadsteater                                                       |
| 1972 | Fruar på vift Le dindon                                                                        | Georges Feydeau Översättning Raoul af Hällström                        | Helsingborgs stadsteater                                                       |
| 1972 | Vad har djävulen på jorden att göra? Scherz, Satire, Ironie und tiefere Bedeutung              | Christian Dietrich Grabbe Översättning Lars-Levi Læstadius             | Helsingborgs stadsteater                                                       |
| 1973 | Äktenskapsskolan L'école des femmes                                                            | Molière Översättning Allan Bergstrand och H. P. Hansen                 | Helsingborgs stadsteater Regi tillsammans med John Price                       |
| 1973 | Melodi på lergök                                                                               | Lars-Levi Læstadius                                                    | Helsingborgs stadsteater                                                       |

## Filmografi (i urval)

### Roller
- 1973 – Kvartetten som sprängdes (TV-serie)
- 1975 – Giliap

## Verk (tryckt och otryckt)
- Stenen vill falla: skådespel i 7 scener (1937)
- Herr Blink går över alla gränser: ett sommaräventyr i 3 akter, 7 scener (Fritze, 1943)
- Herrgården: skådespel i tre akter, 6 scener (Fritze, 1945)
- "Sönderslagen spegel". I antologin Svenska radiopjäser. 1948 (Sveriges radio, 1949)
- "Fjäderboll". I Sport: 3 enaktere (Oslo, 1950)
- "Bro, bro, brille". I antologin Svenska radiopjäser. 1951 (Sveriges radio, 1951)
- Maria Angelica (otryckt, 1950-tal)
- Krig, kvinnor, kapital: ett spel för fyra röster, byggt på gamla soldatsånger och annat material (otryckt, för Helsingborgs stadsteater 1970)
- Melodi på lergök: lustspel i 3 akter, 5 scener  (otryckt för Helsingborgs stadsteater 1973) [skriven redan 1947?]
- Torsten Hammarén och hans tid: en epok i göteborgsk teaterhistoria (Zinderman, 1976)

### Översättningar
- Sean O'Casey: Tuppen (Cock-a-doodle dandy) (otryckt översättning, tillsammans med Herbert Wärnlöf, för Stockholms stadsteater 1960)
- Wolfgang Hildesheimer: Förseningen (Die Verspätung) (otryckt översättning för Stockholms stadsteater, 1964)
- Ellen Dryden: Naturliga orsaker: en pjäs (Natural causes) (otryckt översättning för Helsingborgs stadsteater 1969)
- Joseph Kesselring: Arsenik och gamla spetsar: kriminalfars (Arsenic and old lace) (otryckt översättning för Sandrew 1970)